# ТРЭКОЛ-39294
ТРЭКОЛ-39294 — российский плавающий шестиколёсный вездеход на шинах сверхнизкого давления. Название «ТРЭКОЛ» происходит от слов «ТРанспорт ЭКОЛогический», так как благодаря шинам сверхнизкого давления вездеход может двигаться по моховому покрову тундры, не повреждая его. Большинство узлов и агрегатов этого вездехода изготовлены с использованием изделий заводов УАЗ, ВАЗ и ГАЗ. Кузов изготовлен из стеклопластика, поэтому отличается очень низкой теплопроводностью и возможностью эксплуатации при температуре от – 60°С до + 60°С. Вместимость пассажирской модели — 8 человек. Максимальная скорость — 70 км/ч. Вездеход может оснащаться рядом бензиновых и дизельных двигателей, а также гребным винтом для движения по воде. ТРЭКОЛ не имеет ограничений по движению по дорогам общего пользования, так как не превышает допустимой ширины (2550 мм).

## Технические характеристики
- Колёсная формула: 6 × 6;
- Снаряжённая масса: 2800 кг;
- Грузоподъёмность на плотных грунтах: 600 кг;
- Грузоподъёмность на слабонесущих грунтах и на плаву: 400 кг;
- Габаритная длина/ширина/высота: 5670/2540/2715 мм;
- Колея: 1900 мм;
- Дорожный просвет: 490 мм;
- Двигатель: бензиновый инжекторный ЗМЗ–4062.10 (по заказу — дизель Hyundai D4BF (83 л. с.) или Andoria 4CT90-1MEA (86 л. с.));
- Рабочий объём двигателя: 2,3 л;
- Степень сжатия: 9,5
- Мощность двигателя: 95,7 кВт (130 л. с.);
- Максимальный крутящий момент: 200,9 Нм (20,5 кгсм);
- Топливо: бензин АИ-92;
- Контрольный расход топлива при скорости 50 км/ч: 14 л/100 км;
- Ёмкость топливного бака: 100 л;
- Коробка передач: механическая, 4-ступенчатая;
- Раздаточная коробка: 2-ступенчатая, межосевой дифференциал с принудительной блокировкой;
- Рулевое управление: гидроусилитель интегрального типа;
- Кузов: стеклопластиковый, 3-дверный, утепленный, типа «сэндвич»;
- Количество мест: 8;
- Количество отопителей в кузове: 2;
- Шины ТРЭКОЛ: бескамерные, сверхнизкого давления;
- Размер шин: 1300х600-533, 1600х700-635, 1350х700-533 ;
- Диапазон рабочих давлений в шине: 8…50 кПа (0,08…0,5 кг/см²);
- Минимальное давление шины на грунт: 12 кПа (0,12 кг/см²);
- Максимальная скорость на шоссе/на воде: 70/10 км/ч (c подвесным мотором).

## Выпуск
ТРЭКОЛ-39294 является самым массовым серийным внедорожником на шинах сверхнизкого давления. Общий выпуск с 2005 по 2018 год составил около 1800 машин, в 2017 году собрано 172 шт.

## Эксплуатация
Вездеход активно используется на полном бездорожье в экстремальных условиях геологами, нефтяниками, энергетиками, состоит на службе в МЧС и в Центре медицины катастроф.

## Галерея

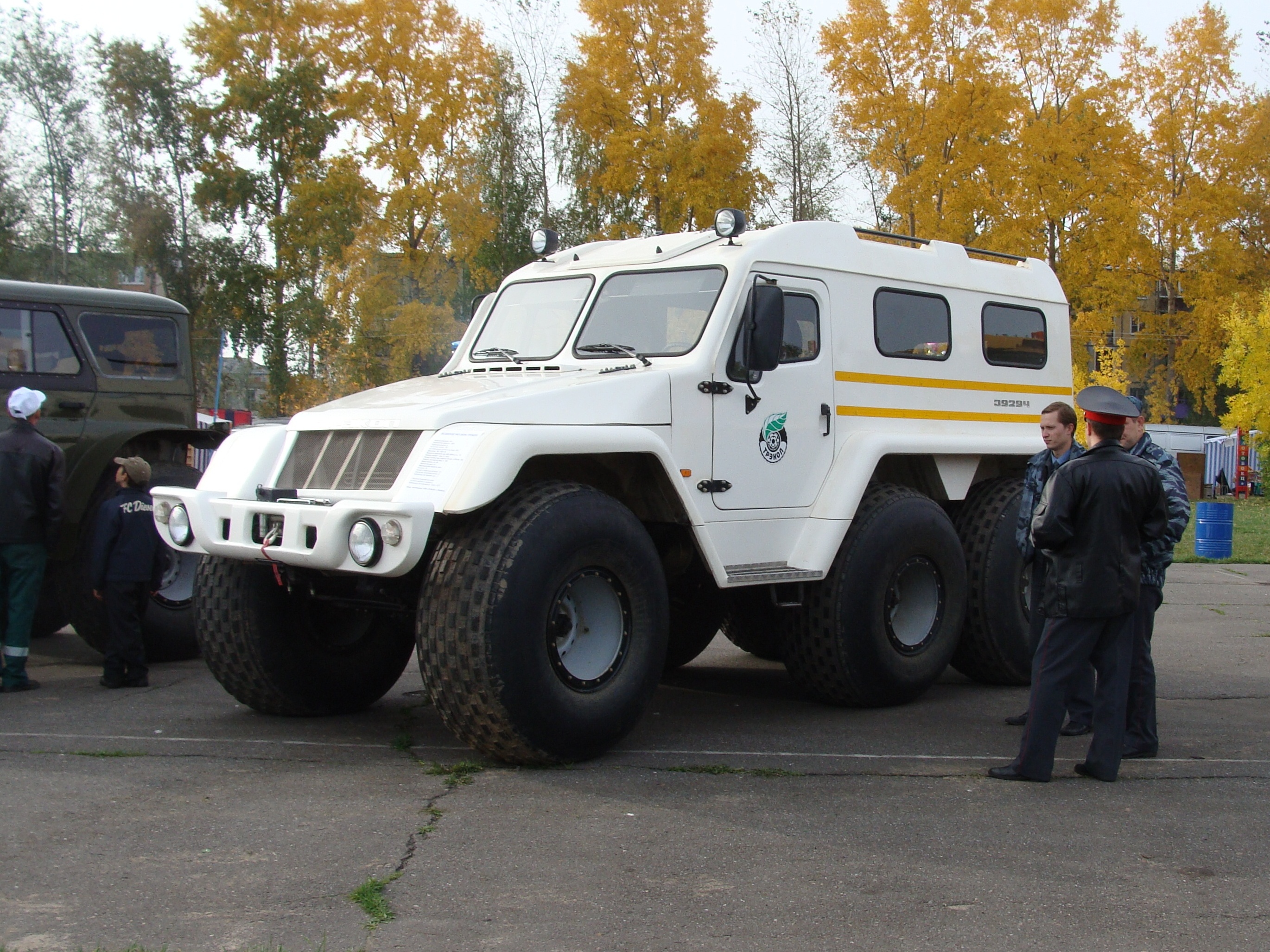
ТРЭКОЛ-39294 на шинах 1300х600-533
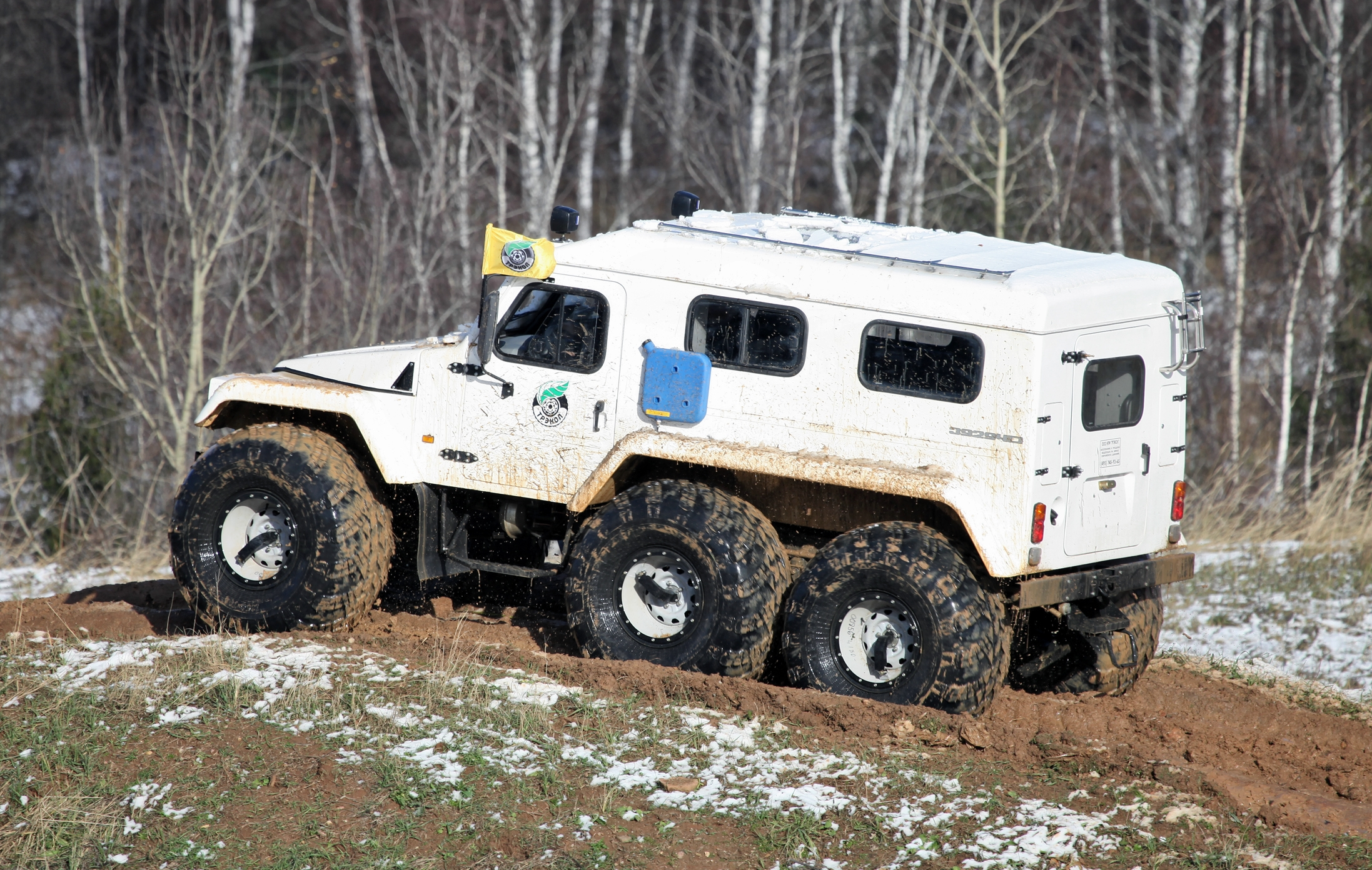
ТРЭКОЛ-39294 на шинах 1350х700-533